# Thomas Henry Huxley
Thomas Henry Huxley (ur. 4 maja 1825 w Ealing w Middlesex, zm. 29 czerwca 1895 w Eastbourne w Susseksie) – angielski naukowiec: zoolog, paleontolog, fizjolog i filozof, a z wykształcenia lekarz; członek Royal Society, w latach 1883–1885 jego prezes, profesor Royal School of Mines i Royal College of Surgeons. Laureat Medalu Copleya.

## Życiorys
Był obrońcą i propagatorem darwinizmu, a także pionierem kierunku ewolucyjnego w naukach zoologicznych. Twierdził, że proces ewolucji dotyczy również człowieka ("Stanowisko człowieka w przyrodzie"). Adwersarz biskupa Oksfordu Samuela Wilberforce'a w słynnej debacie oksfordzkiej z 1860 roku pomiędzy ewolucjonistami a kreacjonistami. Przez złośliwych zwany buldogiem Darwina.
Badał pochodzenie płazów i ptaków oraz czaszki kręgowców. Ustalił genealogię konia i wykazał pochodzenie ptaków od gadów kopalnych i pochodzenie płazów od ryb. Badał również przemianę pokoleń u jamochłonów oraz podobieństwo ich budowy do listków zarodkowych. W poglądach filozoficznych reprezentował agnostycyzm. Był członkiem zagranicznym Królewskiej Holenderskiej Akademii Sztuk i Nauk. 

## Dzieła
- "O przyczynach zjawisk w naturze organicznej" (pełny tekst polski) 1862, wyd. pol. 1873
- "Stanowisko człowieka w przyrodzie" 1863, wyd. pol. 1874
- On the application of the laws of evolution to the arrangement of the Vertebrata and more particularly of the Mammalia. Proceedings of the Zoological Society of London, 1880:649 –662.
- "Zasady fizjologii" 1866, wyd. pol. 1892, 1894, 1912
- "Ewolucja i etyka" 1874, wyd. pol. 1904